# Agylla quadrimaculata
Agylla quadrimaculata är en fjärilsart som beskrevs av Heinrich Benno Möschler 1872. Agylla quadrimaculata ingår i släktet Agylla och familjen björnspinnare. Inga underarter finns listade i Catalogue of Life.